# Gran Circo Estatal de Moscú
El Gran Circo Estatal de Moscú (en ruso: Большой Московский государственный цирк на проспекте Вернадского, El Gran Circo Estatal de Moscú en en la avenida Vernadsky) es un recinto público de Moscú, dedicado al circo, el teatro y los espectáculos. Fundado en 1971 durante la administración de Leonid Brézhnev, es obra de los arquitectos Yakov Belopolsky, Yefim Vulykh y Vladimir Kavhin. Se ubica al suroeste de la capital rusa, en la avenida Vernadsky, cerca de la Colina de los Gorriones.

## Características
Tiene una capacidad para 3 400 personas y el anfiteatro tiene un diámetro de 36 metros. Destaca su diseño e ingeniería para el espectáculo, al contar con 5 arenas (ecuestre, acuática, ilusionismo, pista de patinaje sobre hielo y efectos de luz), ubicadas a 18 metros debajo del piso, las cuales pueden intercambiarse durante las presentaciones.